# Alloperla deminuta
Alloperla deminuta är en bäcksländeart som beskrevs av Zapekina-dulkeit 1970. Alloperla deminuta ingår i släktet Alloperla och familjen blekbäcksländor. Inga underarter finns listade i Catalogue of Life.